# Церовица (Самобор)
Церовица (хрв. Cerovica) је насеље на Жумберачкој гори, у микрорегији Жумберка Средишње Хрватске, 23. километара западно од града Самобора, а у саставу је Града Самобора, Загребачка жупанија. Налази се на надморској висини од 630 метара, а површина насеља је 1,61 км2.

## Становништво
Према попису из 2011. године насеље је имало 5 становника, и 3 породична домаћинства према попису из 2001.